# Tokyo Metropolitan Television Broadcasting Corporation
Tokyo Metropolitan Television Broadcasting Corporation (東京メトロポリタンテレビジョン株式会社, Tokyo Metoroporitan Terebijon Kabushiki Gaisha), plus communément appelée Tokyo MX, nom dérivée du nom de la licence JOMX-TV accordée par le ministère japonais des Affaires intérieures et des Communications, est la seule chaine de télévision commerciale diffusée uniquement à Tokyo. Tokyo MX a été fondé le 30 avril 1993, et les premières diffusions ont commencé le 1er novembre 1995. Les principaux actionnaires sont le Gouvernement métropolitain de Tokyo et Sony.

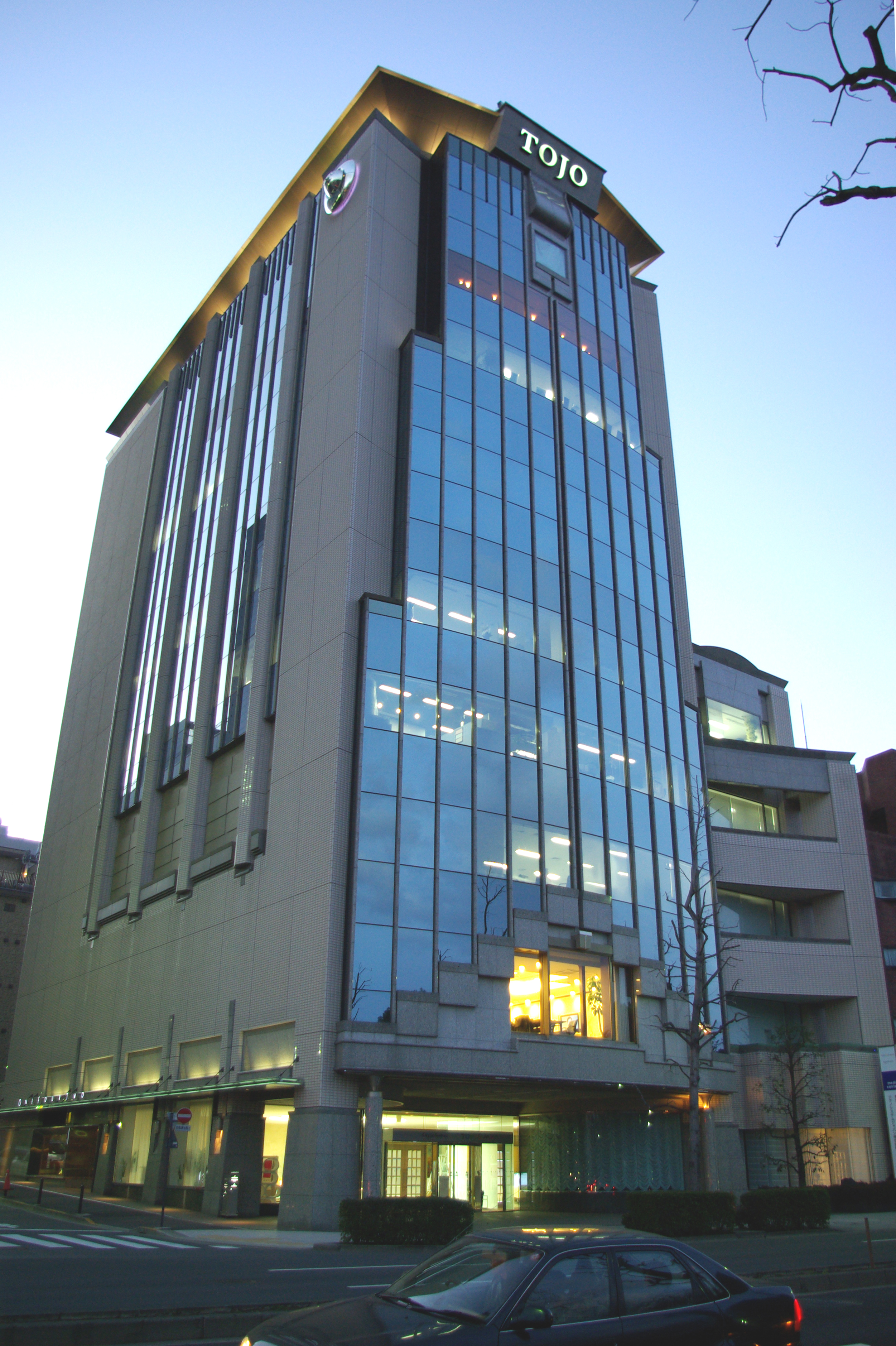
Le siège de la société à Kōjimachi.

Tous les week-ends, Tokyo MX diffuse les conférences de presse du gouverneur de Tokyo Shintaro Ishihara. Tokyo MX est le sponsor officiel de l'équipe de football F.C. Tokyo et de l’équipe de Baseball Hanshin Tigers.
Tokyo MX est membre de l'association des chaines de télévision japonaises indépendantes.

## Fiche Technique
- Canal analogique : 14
- Canal numérique : 20

## Historique
- février 1991 : Promotion pour la création de Tokyo Metropolitan Television Broadcasting Corporation[1].
- mars 1991 :  Déposition d'une demande de licence auprès du ministère japonais des Affaires intérieures et des Communications[1].
- décembre 1992 : Convention pour la promotion de Tokyo Metropolitan Television Broadcasting Corporation[1].
- février 1993 : Licence provisoire accordée par le ministère japonais des Affaires intérieures et des Communications[1].
- avril 1993 : Assemblée générale pour la création de Tokyo Metropolitan Television Broadcasting Corporation[1].
- octobre 1995 : Changement de siège social, déménagement dans le Telecom Center Building, sur le nouveau front de mer de Tokyo[1].
- octobre 1995 : Licence officiel accordée par le ministère japonais des Affaires intérieures et des Communications sous le nom de JOMX-TV[1].
- novembre 1995 : Lancement des diffusions le 1er novembre[1].
- janvier 2000 : Début de l'exploitation de la filiale MX MUSIC ENTERTAINMENT INC[1].
- avril 2003 : Licence provisoire pour la télévision numérique terrestre accordée par le ministère japonais des Affaires intérieures et des Communications[1].
- septembre 2003 : Accords avec la chaîne de télévision Channel Young du groupe Shanghai Media Group (diffusion en Chine)[1].
- octobre 2003 : Licence officiel pour la télévision numérique terrestre accordée par le ministère japonais des Affaires intérieures et des Communications sous le nom de JOMX-DTV[1].
- décembre 2003 : Lancement partiel des diffusions numériques le 1er décembre[1].
- mai 2004 : Accords avec la chaîne de télévision NY1(diffusion aux États-Unis) comme chaîne de télévision sœur[1].
- mars 2005 : Diminution du capital de 15 milliards de yen à 4335629209 yen[1].
- juillet 2006 : Lancement à grande échelle de la diffusion numérique le 1er juillet[1].
- juillet 2006 : Changement du siège social à l'adresse actuelle (Media Center 1-12, Koujimachi, Chiyoda-ku, Tokyo, 102-8002 Japan)[1].
- juillet 2006 : Changement d'identité visuelle[1].
- mars 2007 : Accords avec la chaîne de télévision ORF (diffusion en Autriche)[1].
- mai 2007 : Accords avec la chaîne de télévision ITN (diffusion au Royaume-Uni)[1].
- juin 2008 : Lancement de « 1 chaîne 2 services » (diffusion de 2 programmes simultanément sur un canal de diffusion)[1].
- juin 2008 : Contrat d'approvisionnement avec QTV(diffusion en Chine)[1].
- décembre 2008 : réservation d'un emplacement sur la Tokyo Sky Tree pour émettre[1].
- mai 2009 : Lancement de la campagne « Cute!9ch »[1].

## Diffusions et productions d'anime
- 11eyes (Série d’anime) : Diffusion
- 30-sai no Hoken Taiiku (Série d’anime) : Diffusion
- Hen Zemi (Série d’anime) : Diffusion
- Akane-Iro ni Somaru Saka (Série d’anime) : Diffusion
- Lotte no omocha! (Série d’anime) : Diffusion
- Asura Cryin' (saison 1 et 2) (Série d’anime) : Diffusion
- Ayakashi: Japanese Classic Horror (Série d’anime) : Diffusion
- B Gata H Kei (Série d’anime) : Diffusion
- Baccano! (Série d’anime) : Diffusion
- Bakemonogatari (Série d’anime) : Diffusion
- Tetsuwan Birdy (saison 1 et 2) (Série d’anime) : Diffusion
- Black Blood Brothers (Série d’anime) : Diffusion
- Black Lagoon (saison 1 et 2) (Série d’anime) : Diffusion
- Shukufuku no Campanella (Série d’anime) : Diffusion
- Blue Drop : Tenshi-tachi no Gikyoku (Série d’anime) : Diffusion
- Bokura ga Ita (Série d’anime) : Diffusion
- Bokurano (Série d’anime) : Diffusion
- BTOOOM! (Série d’anime) : Diffusion
- Canaan (Série d’anime) : Diffusion
- Chaos;Head (Série d’anime) : Diffusion
- Charger Girl Ju-den Chan (Série d’anime) : Diffusion
- Chocotto Sister (Série d’anime) : Diffusion
- Chrome Shelled Regios (Série d’anime) : Diffusion
- CODE-E (Série d’anime) : Diffusion
- D.C. II: Da Capo II (saison 1 et 2) (Série d’anime) : Diffusion
- Dance in the Vampire Bund (Série d’anime) : Diffusion
- Darker than Black (Série d’anime) : Diffusion
- Deadman Wonderland (Série d’anime) : Diffusion
- Demon King Daimao (Série d’anime) : Diffusion
- Dog Days (Série d’anime) : Diffusion
- Dragon Crisis! (Série d’anime) : Diffusion
- Evil or Live (Série d’anime) : Diffusion
- Emma: A Victorian Romance Second Act (Série d’anime) : Diffusion
- Zero no tsukaima (Série d’anime) : Diffusion
- Fireball (Série d’anime) : Diffusion
- Freezing (Série d’anime) : Diffusion
- Ga-Rei: Zero (Série d’anime) : Diffusion
- The Glass Rabbit (Film d’anime) : Production
- Girls und Panzer (Serie d'anime] : Diffusion
- Gift : eternal rainbow (Série d’anime) : Diffusion
- Gin’iro no Olynssis (Série d’anime) : Diffusion
- Glass Maiden (Série d’anime) : Diffusion
- Goshūshō-sama Ninomiya-kun (Série d’anime) : Diffusion
- Gunslinger Girl : Il Teatrino (Série d’anime) : Diffusion
- H2O : Footprints in the Sand (Série d’anime) : Diffusion
- Hakuōki (saison 1 et 2) (Série d’anime) : Diffusion
- Hanasaku Iroha (Série d’anime) : Diffusion
- Happy Happy Clover (Série d’anime) : Diffusion
- Sora no otoshimono (saison 1 et 2) (Série d’anime) : Diffusion
- La Fille des enfers (saison 1, 2 et 3) (Série d’anime) : Diffusion
- High School of the Dead (Série d’anime) : Diffusion
- Himawari! (saison 1 et 2) (Série d’anime) : Diffusion
- Hoshizora e Kakaru Hashi (Série d’anime) : Diffusion
- Hyakka Ryōran Samurai Girls (Série d’anime) : Diffusion
- Ikki Tousen: Dragon Destiny (Série d’anime) : Diffusion
- Ikki Tousen: Great Guardians (Série d’anime) : Diffusion
- Ikki Tousen: Xtreme Xecutor (Série d’anime) : Diffusion
- Junjou Romantica (saison 1 et 2)  (Série d’anime) : Diffusion
- Kaguya-sama wa kokurasetai: Tensai-tachi no renai zunōsen : Diffusion
- Kannagi : Crazy Shrine Maidens (Série d’anime) : Diffusion
- Kaze no Stigma (Série d’anime) : Diffusion
- Kenko Zenrakei Suieibu Umishô (Série d’anime) : Diffusion
- Kiddy Girl-and (Série d’anime) : Diffusion
- Kimi ga Aruji de Shitsuji ga Ore de (Série d’anime) : Diffusion
- Koi suru Tenshi Angelique : Kokoro no Mezameru Toki (Série d’anime) : Diffusion
- Koihime†Musō (Série d’anime) : Diffusion
- Kore wa Zombie desu ka? (Série d’anime) : Diffusion
- Kujibiki Unbalance (Série d’anime) : Diffusion
- La Légende de Raoh (Série d’anime) : Diffusion
- Lemon Angel Project (Série d’anime) : Diffusion
- Lucky Star (Série d’anime) : Diffusion
- Made in Abyss (Série d’anime) : Diffusion
- Magical Girl Lyrical Nanoha StrikerS (Série d’anime) : Diffusion
- Magician's Academy (Série d’anime) : Diffusion
- Majo no Tabitabi (Série d'anime) : Diffusion
- Mama Loves the Poyopoyo-Saurus (Série d’anime) : Diffusion
- Ground Defense Force! Mao-chan (Série d’anime) : Diffusion
- Marginal Prince (Série d’anime) : Diffusion
- Maria Holic (Série d’anime) : Diffusion
- Mayoi Neko Overrun! (Série d’anime) : Diffusion
- The Melancholy of Haruhi Suzumiya (Série d’anime) : Diffusion
- Mitsudomoe (saison 1 et 2) (Série d’anime) : Diffusion
- MM! (Série d’anime) : Diffusion
- Mokke (Série d’anime) : Diffusion
- MonHun Nikki Girigiri Airū-mura Airū Kiki Ippatsu (Série d’anime) : Diffusion
- To Love-ru (Série d’anime) : Diffusion
- My Ordinary Life (Série d’anime) : Diffusion
- Needless (Série d’anime) : Diffusion
- Neko Rahmen (Série d’anime) : Diffusion
- Nekogami Yaoyorozu (Série d’anime) : Diffusion
- Tetsujin 28-gō (Série d’anime) : Diffusion
- Night Wizard The ANIMATION (Série d’anime) : Diffusion
- Sorcière de l'ouest (Série d’anime) : Diffusion
- Nogizaka Haruka no himitsu (Série d’anime) : Diffusion
- Noramimi (saison 1 et 2) (Série d’anime) : Diffusion
- Nura : Le Seigneur des Yokaïs (Série d’anime) : Diffusion
- Oh! Edo Rocket (Série d’anime) : Diffusion
- Okami-san (Série d’anime) : Diffusion
- Ma femme est une étudiante (Série d’anime) : Diffusion
- Omamori Himari (Série d’anime) : Diffusion
- Oniichan no koto nanka zenzen suki janain dakara ne!! (Série d’anime) : Diffusion
- Ore no Imōto ga Konna ni Kawaii Wake ga Nai (Série d’anime) : Diffusion
- Otome wa Boku ni Koishiteru (Série d’anime) : Diffusion
- Our Home's Fox Deity. (Série d’anime) : Diffusion
- Pandalian (Série d’anime) : Diffusion
- Panty and Stocking with Garterbelt (Série d’anime) : Diffusion
- Persona: Trinity Soul (Série d’anime) : Diffusion
- Potemayo (Série d’anime) : Diffusion
- Princess Lover! (Série d’anime) : Diffusion
- Prism Ark (Série d’anime) : Diffusion
- Pumpkin Scissors (Série d’anime) : Diffusion
- Queen's Blade: Gyokuza o Tsugumono (Série d’anime) : Diffusion
- Queen's Blade: The Exiled Virgin (Série d’anime) : Diffusion
- Renkin 3-kyū Magical ? Pokān (Série d’anime) : Diffusion
- Rental Magica (Série d’anime) : Diffusion
- Rideback (Série d’anime) : Diffusion
- Rio : Rainbow Gate! (Série d’anime) : Diffusion
- Rosario + Vampire (Série d’anime) : Diffusion
- Rosario + Vampire Capu2 (Série d’anime) : Diffusion
- Yakushiji Ryōko no Kaiki Jikenbo (Série d’anime) : Diffusion
- The Sacred Blacksmith (Série d’anime) : Diffusion
- Saint Beast: Kouin Jojishi Tenshi Tan (Série d’anime) : Diffusion
- Mamotte! Lollipop (Série d’anime) : Diffusion
- Sayonara Zetsubō sensei (Série d’anime) : Diffusion
- Scarecrowman (Série d’anime) : Diffusion
- The Qwaser of Stigmata (Série d’anime) : Diffusion
- Seitokai Yakuindomo (Série d’anime) : Diffusion
- Sekaiichi Hatsukoi (Série d’anime) : Diffusion
- Sekirei (Série d’anime) : Diffusion
- Sekirei ~Pure Engagement~ (Série d’anime) : Diffusion
- Shangri-La (Série d’anime) : Diffusion
- Shigofumi (Série d’anime) : Diffusion
- Shikabane Hime: Aka (Série d’anime) : Diffusion
- Shikkakumon no Saikyō Kenja (Série d’anime) : Diffusion
- Shining Tears X Wind (Série d’anime) : Diffusion
- Shuffle! Memories (Série d’anime) : Diffusion
- Sisters of Wellber (saison 1 et 2) (Série d’anime) : Diffusion
- Softenni (Série d’anime) : Diffusion
- Sora no Manimani (Série d’anime) : Diffusion
- Sora o Miageru Shōjo no Hitomi ni Utsuru Sekai (Série d’anime) : Diffusion
- Spice and Wolf (saison 1 et 2) (Série d’anime) : Diffusion
- Starry Sky (Série d’anime) : Diffusion
- Steins;Gate (Série d’anime) : Diffusion
- Strike Witches (saison 1 et 2) (Série d’anime) : Diffusion
- Seitokai no Ichizon (Série d’anime) : Diffusion
- Super Robot Wars Original Generation: The Inspector (Série d’anime) : Diffusion
- Tales of the Abyss (Série d’anime) : Diffusion
- Tantei Opera Milky Holmes (Série d’anime) : Diffusion
- Tayutama: Kiss on my Deity (Série d’anime) : Diffusion
- Amer Béton (Film d’anime) : Production
- Tiger & Bunny (Série d’anime) : Diffusion
- To aru majutsu no Index (saison 1 et 2) (Série d’anime) : Diffusion
- To Heart 2 (Série d’anime) : Diffusion
- Tona-Gura! (Série d’anime) : Diffusion
- Tono to Issho: Gantai no Yabō (Série d’anime) : Diffusion
- Tōka Gettan (Série d’anime) : Diffusion
- The Tower of Druaga (saison 1 et 2) (Série d’anime) : Diffusion
- Tsuyokiss - Cool×Sweet (Série d’anime) : Diffusion
- Uragiri wa Boku no Namae wo Shitteiru (Série d’anime) : Diffusion
- Utawarerumono (Série d’anime) : Diffusion
- Valkyria Chronicles (Série d’anime) : Diffusion
- Working!! (Série d’anime) : Diffusion
- We, Without Wings (Série d’anime) : Diffusion
- Xam'd: Lost Memories (ONA) : Diffusion
- Yondemasuyo, Azazel-san (Série d’anime) : Diffusion
- Yoshimune (Série d’anime) : Diffusion
- Yoshinaga-san Chi no Gargoyle (Série d’anime) : Diffusion
- Yosuga no Sora (Série d’anime) : Diffusion
- Yume Tsukai (Série d’anime) : Diffusion
- Zero no Tsukaima: Futatsuki no Kishi (Série d’anime) : Diffusion
- Zero no Tsukaima: Princess no Rondo (Série d’anime) : Diffusion
- Zettai Seigi Love Pheromone (Série d’anime) : Diffusion